# Serbannes
Serbannes ist eine französische Gemeinde mit 826 Einwohnern (Stand: 1. Januar 2022) im Département Allier  in der Region Auvergne-Rhône-Alpes. Sie gehört zum Kanton Bellerive-sur-Allier im Arrondissement Vichy.

## Geografie
Serbannes liegt sechs Kilometer westsüdwestlich von Vichy in der Landschaft Limagne bourbonnaise. An der östlichen Gemeindegrenze verläuft das Flüsschen Sarmon, im Westen der Béron. Umgeben wird Serbannes von den Nachbargemeinden Espinasse-Vozelle im Norden, Bellerive-sur-Allier im Nordosten und Osten, Brugheas im Süden, Biozat im Südwesten und Süden sowie Cognat-Lyonne im Westen und Nordwesten.

## Bevölkerungsentwicklung
| Jahr                       | 1962 | 1968 | 1975 | 1982 | 1990 | 1999 | 2006 | 2019 |
| -------------------------- | ---- | ---- | ---- | ---- | ---- | ---- | ---- | ---- |
| Einwohner                  | 554  | 527  | 536  | 650  | 757  | 689  | 711  | 805  |
| Quellen: Cassini und INSEE |      |      |      |      |      |      |      |      |

## Sehenswürdigkeiten
- Kirche Saint-Jean, 1873 bis 1892 erbaut, nachdem die frühere Kirche aus dem 11./12. Jahrhundert zerstört worden war
- Pfarrhaus, Ende des 19. Jahrhunderts erbaut
- Schloss Jaunet aus dem 16. Jahrhundert
- Schloss in Pouzat, zwischen 1839 und 1844 erbaut

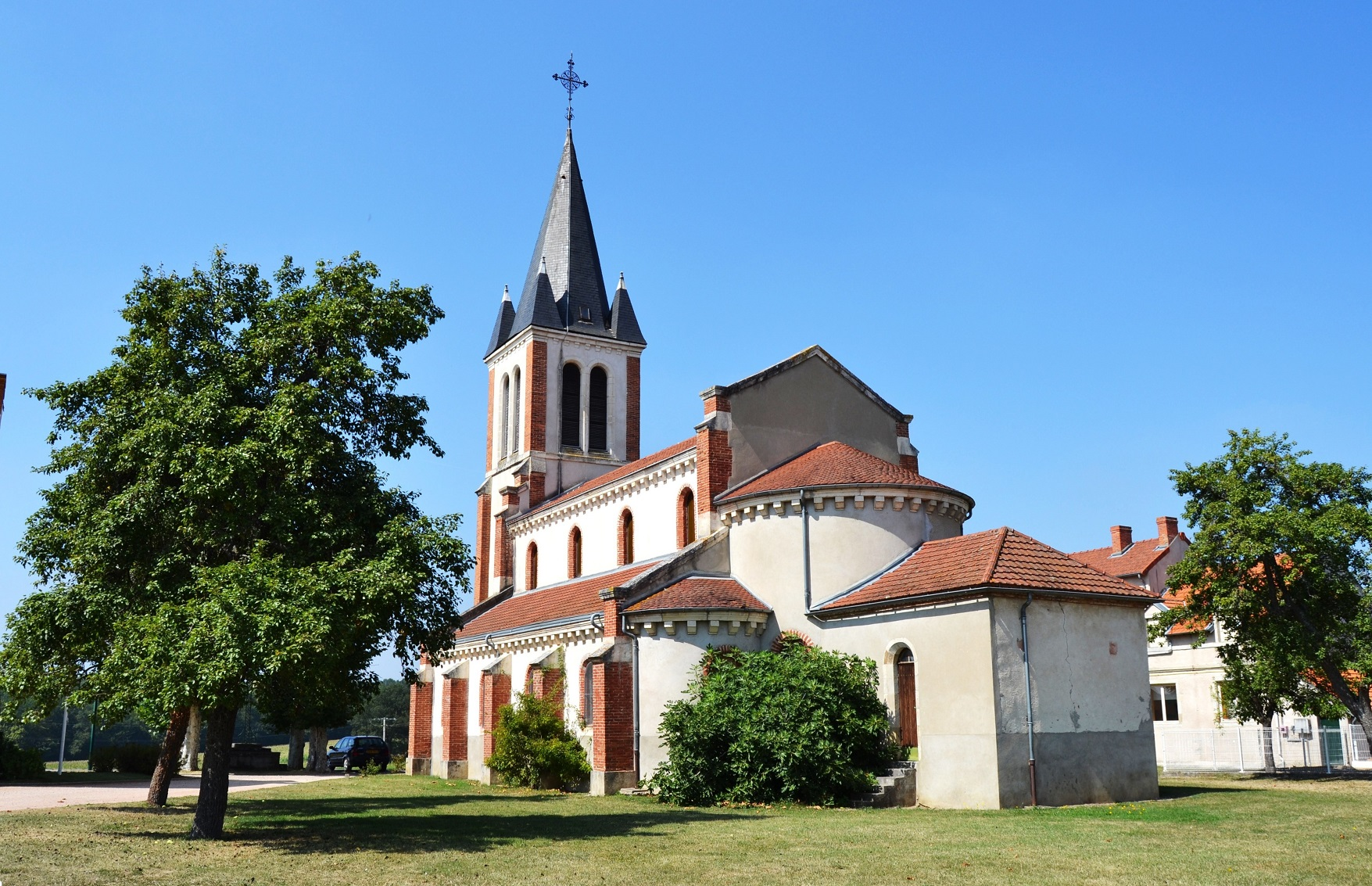
Kirche Saint-Jean